# Dipodillus mackilligini
Dipodillus mackillingini é uma espécie de roedor da família Muridae.
Pode ser encontrada nos seguintes países: Egipto e Sudão.
Os seus habitats naturais são: desertos quentes.